# Oz (serie televisiva)
Oz è una serie televisiva statunitense realizzata tra il 1997 e il 2003, ideata da Tom Fontana, prodotta da Barry Levinson e dallo stesso Fontana. È la prima serie televisiva in assoluto ad essere trasmessa su HBO, Il titolo di questa serie prende il nome dall'Oswald State Penitentiary, ovvero "Oswald, penitenziario di massima sicurezza", rinominato in seguito in "Oswald, istituto correzionale statale di quarto livello".
L'ambientazione rimane volutamente ignota, idealmente rappresentata da tutto il territorio statunitense. Ne sono la prova i riferimenti all'utilizzo di tutti i metodi di pena capitale previsti dalla legislazione americana, in realtà non applicati in nessuno degli stati singolarmente. Ogni episodio è girato all'interno del carcere, non si vede quasi mai l'esterno, l'ora d'aria inoltre non è mai ripresa. Cantastorie che accompagna tutta la serie è il detenuto Augustus Hill (interpretato da Harold Perrineau), parte integrante della storia che in ogni puntata presenta allo spettatore i detenuti ed espone le sue teorie sul sistema carcerario e sulla vita.

## Trama
La serie tratta in modo molto reale, crudo e violento gli avvenimenti dei detenuti all'interno del penitenziario di "Oswald" (Oz), ed in particolare di una sezione, "il quinto braccio", meglio conosciuto come "Il Paradiso". Qui i detenuti vengono tenuti dentro delle stanze con vetri in plexiglas, a differenza delle classiche celle, ogni centimetro di queste stanze è visibile agli agenti che rimangono all'interno del braccio ventiquattro ore su ventiquattro. Al centro del braccio vi è un enorme atrio, dove i detenuti passano la maggior parte della giornata: televisione, tavoli per giocare a carte e a scacchi/dama, postazioni telematiche e telefoni pubblici.
Dietro tutto questo si nascondono le operazioni malavitose di cui sono protagonisti la maggior parte dei detenuti: contrabbando, spaccio, abusi, risse e omicidi.

## Episodi
La serie è composta da sei stagioni, trasmesse dal 1997 al 2003. Ogni stagione è formata da otto episodi, tranne la quarta che ne ha sedici. Per quanto concerne la trasmissione in lingua italiana della serie, le prime quattro stagioni sono state trasmesse su TELE+ Bianco dal 2000 al 2001, successivamente, Italia 1 acquistò solamente le prime due stagioni della serie. A partire dall'8 novembre 2017, Sky Italia ha reso disponibili tutte le stagioni attraverso le piattaforme Sky Box Sets e Now TV, incluse le ultime due, fino ad allora inedite in Italia.
| Stagione         | Episodi | Prima TV USA | Prima TV Italia |
| ---------------- | ------- | ------------ | --------------- |
| Prima stagione   | 8       | 1997         | 2000            |
| Seconda stagione | 8       | 1998         | 2000            |
| Terza stagione   | 8       | 1999         | 2001            |
| Quarta stagione  | 16      | 2000-2001    | 2001            |
| Quinta stagione  | 8       | 2002         | 2017            |
| Sesta stagione   | 8       | 2003         | 2017            |

## Ambientazione
Il penitenziario di massima sicurezza Oswald (Oswald State Penitentiary), rinominato in seguito in "Oswald, istituto correzionale statale di quarto livello" e abbreviato in Oz, è l'ambientazione principale della serie. L'esatta localizzazione della prigione è volutamente ignota, essenzialmente al fine di 
porla ad emblema di tutto il sistema carcerario statunitense, anche se alcuni indizi - un paio di fuggevoli riferimenti ad alcune località o un paio di accenni alla vicinanza del confine col Massachusetts, e soprattutto la bandiera che si può intravedere nella saletta per gli interrogatori - portano a comprendere che il penitenziario si trovi nello stato di New York. Il direttore dell'istituto è Leo Glynn, mentre il braccio sperimentale chiamato "Paradiso" è affidato a Tim McManus.
Il Paradiso (in originale Emerald City o Em City, come la Città di Smeraldo ne Il mago di Oz) è il quinto braccio della prigione, un braccio sperimentale in cui i detenuti vengono rinchiusi dentro delle stanze con vetri in plexiglas, a differenza delle classiche celle, che vengono tenute d'occhio dagli agenti che rimangono all'interno del braccio 24 ore su 24. Al centro del braccio vi è un enorme atrio, dove i detenuti passano la maggior parte della giornata guardando la televisione, utilizzando tavoli per giocare a carte, le postazioni telematiche e i telefoni pubblici. Lo scopo di tale sezione è quello di rieducare i carcerati, riabilitarli e dar loro un'istruzione, affinché una volta usciti da Oz si reinseriscano nella società come dei buoni cittadini.
Nel Paradiso i detenuti sono obbligati a svolgere mansioni lavorative (che sono più o meno liberi di scegliere anche in base a come si comportano), seguono delle sedute disintossicanti e di psichiatria con la suora del penitenziario, si fanno il bucato poiché hanno la possibilità di indossare abiti diversi dalle solite divise numerate, e per un breve periodo c'è stato anche un insegnante che aiutava i detenuti analfabeti a farsi una cultura. Poiché tutti hanno molta più libertà, le regole sono ferree. Se un prigioniero si comporta male viene messo in gabbia (una vera gabbia al centro dell'atrio, dove il rinchiuso può essere visto da tutti) oppure sbattuto in "buca" (una cella con solo un secchio per i bisogni, nella quale si viene messi nudi onde evitare tentativi di suicidio) e nei casi più gravi in isolamento.
In seguito alla rivolta che vide i detenuti prendere in mano il Paradiso, il braccio stava per essere chiuso. Nonostante tutto, i rivoltosi furono tolti dagli altri bracci sovraffollati e reintegrati in quello sperimentale. È stato anche ricostruito in seguito all'esplosione occorsa durante la fuga di gas della quarta stagione.
Braccio B È l'unità più ampia, quella dove risiedono i cosiddetti "normali", in cui i detenuti indossano la divisa carceraria, stanno in celle con le sbarre e hanno come unico svago un tavolo da biliardo che è pressoché monopolizzato della Fratellanza ariana. Anch'essi svolgono dei lavori e hanno accesso alla biblioteca.
Braccio J Qui vengono reclusi i criminali che prima svolgevano funzioni di polizia o ex guardie carcerarie. Nell'ultima stagione vi è rinchiuso Beecher in attesa del processo per la libertà vigilata.
Braccio della morte In questa ala, presieduta da Lopresti e Howell, ci sono i detenuti condannati a morte. Essi potevano scegliere a piacimento quale sistema di pena capitale adottare per morire, almeno fin quando William Gyles non ha optato per la lapidazione, giudicata incostituzionale, e quindi i metodi sono stati ridotti a due: sedia elettrica e iniezione letale.

## Personaggi e interpreti

### Personaggi principali
- Leo Glynn: direttore del carcere, si occupa della locazione di ogni singolo detenuto e dell'andamento delle funzioni di Oz (A.C., reparto medico, ecc.). Avrà numerosi battibecchi con il governatore Devlin, quasi sempre contrario alle sue decisioni.
- Tim McManus: Idealista liberale, McManus è colui che ha creato "il paradiso" allo scopo di creare una prigione perfetta dove la riabilitazione e il conflitto siano risolti. Spesso considerato debole per approcci apparentemente soft nel trattare con i detenuti, riesce spesso a risolvere molte situazioni intricate.
- Augustus Hill: spacciatore, viene condannato per possesso di sostanze stupefacenti e omicidio di secondo grado al carcere a vita, con possibilità di libertà vigilata non prima di vent'anni. Nell'operazione che ha portato al suo arresto ha ucciso un poliziotto e un agente collega del morto ha spinto Hill da un tetto rendendolo paraplegico.
- Kareem Said: cerca di redimere i prigionieri e diventa l'Imam dei Musulmani e di conseguenza il loro capo e la sua continua lotta contro il sistema carcerario lo portano ad essere uno dei personaggi più carismatici dell'intero carcere. Guadagna il rispetto cercando di limitare al necessario l'uso della violenza.
- Miguel Alvarez: condannato per aggressione a mano armata e omicidio preterintenzionale di secondo grado, a 15 anni di carcere con possibilità di vigilata non prima di due. È il personaggio principale dei Latinos ed è membro di El Norte. Suo padre e suo nonno sono entrambi detenuti ad Oz, mentre lui è stato incarcerato per aver aggredito un uomo anziano che gli aveva accidentalmente graffiato la macchina. Cresciuto in un quartiere ispanico molto povero, Alvarez fa quello che può per sopravvivere.
- Sorella Peter Marie Reimondo: è una suora che lavora ad Oz come psicologa e psicoterapeuta contro la droga. È una fervida oppositrice della pena di morte, poiché ritiene che con l'aiuto delle terapie e dei vari servizi sociali offerti dalla prigione, i detenuti possano diventare persone migliori. Un tempo era sposata, ma suo marito venne ucciso durante una colluttazione, spinto da un detenuto non meglio specificato.
- Vern Schillinger: capo degli Ariani, astuto e crudele manipolatore, che non esita ad usare la violenza per ottenere quello che vuole. Ha intorno a se un folto gruppo di adepti che lo rende una delle figure più pericolose di Oz.
- Tobias Beecher: avvocato, finisce in carcere per aver investito con la sua auto una bambina in bicicletta guidando sotto l'effetto di alcolici. In un primo momento viene preso di mira da Simon Adebisi e Vern Schillinger gli offre la sua protezione. Entrambi finiscono nello stesso acquario e qui Vernon lo marchierà con una svastica sulla natica e abuserà di lui.
- Ryan O'Reily: è in carcere per riciclaggio, guida in stato alterato, omicidio plurimo e possesso illegale di armi. Chiede agli Zombie di far fuori Dino Ortolani (del gruppo degli Italiani), con il quale aveva dei precedenti fuori dal carcere, e poi va dagli Italiani a fare i nomi degli Zombie coinvolti, mostrandosi subito molto abile nel manovrare le persone.
- Simon Adebisi: condannato, per aver ucciso un poliziotto decapitandolo. La sua pena è il carcere a vita. Adebisi appartiene al gruppo degli afroamericani del carcere, detto degli zombie o dei neri, ed è addetto alla cucina di Oz.

## I detenuti
I detenuti del Paradiso sono divisi in gang rivali, che si contendono il controllo dello spaccio di droga e dell'accesso ai lavori meno pesanti. Ciascun gruppo è caratterizzato dal colore della pelle, dalla nazionalità o dalla religione. Non appena un detenuto mette piede a Oz deve decidere volente o nolente da che parte stare, ed entra suo malgrado nella spirale di rivalità e ritorsioni tra i vari gruppi etnici.
- Ariani: guidati da Vern Schillinger. Un gruppo di neonazisti numeroso e potente, in perenne contrasto con gli zombie e con i musulmani.
- Zombie: il gruppo dei 'fratelli' afroamericani, chiamati zombie a causa del continuo abuso di droghe dei propri membri.
- Latinos: il gruppo dei latinoamericani.
- Centauri: sono dei biker, alleati degli Ariani per tutta la serie.
- Musulmani: guidati da Kareem Said, per lungo tempo votati alla non violenza, cercano di mettere pace tra i vari gruppi rivali.
- Siciliani: sono inizialmente il gruppo più potente del Paradiso, ed hanno il controllo totale dello spaccio.
- Irlandesi: gruppo poco numeroso e scostante, guidati da Ryan O'Reily.
- Gay: gruppo di omosessuali dichiarati, spesso additati come "checche" per via della loro sessualità esplicitata, talvolta, con costumi e trucchi appariscenti.
- Cattolici: gruppo di credenti che si impegnano nella diffusione della religione cattolica tra i detenuti.
- Altri: tutti quei detenuti che non sono affiliati a nessuna delle precedenti bande. Formano un gruppo a sé stante per gli appartenenti alle altre gang, e vengono spesso coinvolti in vendette trasversali.

La sezione chiamata "Paradiso" è stata creata da Tim McManus, nel tentativo di rieducare i detenuti, riabilitarli e dar loro un'istruzione, affinché una volta usciti da Oz si reinseriscano nella società come dei buoni cittadini. Uomo di grandi ideali è sempre disposto a qualunque cosa per il bene del suo braccio e dei suoi detenuti. Ad ogni detenuto del "Paradiso" è assegnato un compito, i doveri sono tra i più diversi, chi gestisce la cucina, chi da una mano in infermeria, chi gestisce la posta e chi aiuta in biblioteca.
Le storie narrate sono le più varie, durante la serie ci sono decine e decine di protagonisti, per ognuno di loro viene spiegato il motivo della propria incarcerazione e ne vengono inseguiti i movimenti all'interno del penitenziario e spesso ne viene raccontata la fine.

## Gergo diOz
All'interno di Oz vengono usate delle parole create proprio all'interno del carcere e oramai conosciute da tutti, detenuti e guardie comprese:
- Oz: abbreviazione di Oswald, usata sia dal personale del carcere che dai detenuti.
- Paradiso: il quinto braccio della prigione di Oswald, un braccio sperimentale per la rieducazione dei detenuti, dove si svolge la maggior parte di Oz.
- I normali: termine usato per indicare coloro che stanno negli altri bracci, dove ci sono le classiche celle con le sbarre.
- Acquario: cella nella quale dormono i detenuti nel Paradiso, sono le celle che al posto delle sbarre hanno pareti in plexiglas.
- Tette: termine usato dai detenuti per indicare la droga, principalmente eroina e cocaina.
- Buca: una cella singola dell'isolamento, il detenuto vi viene rinchiuso e passa le sue giornate al buio privo di vestiti e con un solo secchio per i bisogni. Vi si viene rinchiusi temporaneamente quando si commette un atto di violenza.
- A.C.: abbreviazione di agente di custodia.
- Scrollata: sinonimo di perquisizione, che di solito ha come oggetto sia gli "acquari" che i loro occupanti.
- Serrata: quando nella prigione inizia una rissa o viene scoperto un cadavere, i detenuti vengono confinati nei propri acquari sia per punizione sia per evitare altre violenze tra i carcerati

## Distribuzione
Elenco delle trasmissioni della serie nei diversi paesi del mondo:
- Australia: Special Broadcasting Service
- Brasile: SBT (Sistema Brasileiro de Televisão)
- Canada: Showcase Television
- Croazia: HRT canale 2
- Danimarca: DR1
- Estonia: Eesti Televisioon
- Finlandia: Nelonen
- Francia: M6
- Irlanda: TG4
- Italia: TELE+ Bianco, Italia 1, Sky Atlantic (Italia), Now TV
- Norvegia: ZTV
- Paesi Bassi: RTL5
- Regno Unito: Channel 4
- Spagna: Canal+
- Stati Uniti: HBO, Fox
- Svezia: TV3

## Edizioni home video
In Italia sono disponibili i cofanetti delle prime 4 stagioni di Oz in dvd, doppiate dalla Bibi.it.

## Citazioni e omaggi
- Nel 5º episodio della prima stagione di Six Feet Under (Funerale a luci rosse), David e Keith in salotto guardano un episodio di Oz, dove si vede Chris Keller che parla con Tobias Beecher.
- La serie viene menzionata esplicitamente nel 6º episodio della prima stagione della serie televisiva statunitense Arrested Development.
- Il rapper italiano MacMyc nella sua canzone "Laserwolf" cita Cyril O'Reily.
- Un gruppo rock irlandese si chiama Adebisi Shank proprio in riferimento al personaggio di Oz.
- L'uomo che si vede nella sigla iniziale di tutte e sei le stagioni mentre si fa tatuare sulla spalla destra la scritta Oz è in effetti Tom Fontana, l'ideatore della serie.

## Riconoscimenti
- 1998 - ALMA Awards
  - Miglior attrice in una serie televisiva drammatica - Rita Moreno

- 1999 - Satellite Award
  - Miglior serie drammatica
- 1999 - Satellite Award
  - Miglior attore in una serie televisiva drammatica - Ernie Hudson

- 1999 - ALMA Awards
  - Miglior attrice in una serie televisiva drammatica - Rita Moreno

- 2001 - ALMA Awards
  - Miglior attrice in una serie televisiva - Rita Moreno

- 2002 - ALMA Awards
  - Miglior attrice in una serie televisiva - Rita Moreno